# IEEE 802.16
IEEE 802.16 es una serie de estándares inalámbricos de banda ancha publicados por el Institute of Electrical and Electronics Engineers IEEE (Instituto de Ingenieros Eléctricos y Electrónicos). Se trata de una especificación para las redes de acceso metropolitanas inalámbricas de banda ancha fijas (no móvil) publicada inicialmente el 8 de abril de 2002. En esencia recoge el estándar de facto WiMAX.
La Junta de Estándares del IEEE (IEEE Standards Board) estableció un grupo de trabajo en 1999 para el desarrollo económico de las normas para la banda ancha inalámbrica para redes de área metropolitana. El grupo de trabajo es una unidad de la red de área local IEEE 802 y el comité metropolitano red de área estándares.
Aunque la familia de estándares 802.16 se nomina oficialmente como WirelessMAN en el ámbito del IEEE, ha sido comercializado bajo el nombre de “WiMAX” que son las siglas de "Worldwide Interoperability for Microwave Access" (del inglés, Interoperabilidad Mundial para Acceso por Microondas) . El WiMAX Forum promueve y certifica la interoperabilidad de los productos basados en los estándares IEEE 802.16.

## Estándares
Los borradores de proyecto publicados aparecen con la letra 'P' antepuesta. Una vez aprobado el nuevo estándar, se reemplaza por un guion y el año en el que el estándar es ratificado y publicado.
El estándar actual es el IEEE 802.16-2005, aprobado en 2005.
El estándar 802.16 ocupa el espectro de frecuencias ampliamente, usando las frecuencias desde los 2 hasta los 11 Ghz para la comunicación de la última milla (de la estación base a los usuarios finales) y ocupando frecuencias entre 11 y 60 Ghz para las comunicaciones con línea vista entre las estaciones bases.

### Proyectos
| Estándar               | Descripción | Estado        |
| ---------------------- | --- | ------------- |
| 802.16-2001            | Fixed Broadby Wireless Access (10–66 GHz) | Reemplazada   |
| 802.16.2-2001          | Práctica recomendada para coexistencia | Reemplazada   |
| 802.16c-2002           | Perfiles de sistema para 10–66 GHz | Reemplazada   |
| 802.16a-2003           | Capa física y definiciones de MAC para la banda de 2–11 GHz | Reemplazada   |
| P802.16b               | Frecuencias exentas de licencia (Proyecto retirado) | Retirada      |
| P802.16d               | Mantenimiento y perfiles de sistema para 2–11 GHz (Proyecto fusionado con 802.16-2004) | Fusionado     |
| 802.16-2004            | Interfaz aérea para conexión a un punto de acceso fijo de banda ancha (Paquete acumulativo de 802.16-2001, 802.16a, 802.16c y P802.16d) | Reemplazada   |
| P802.16.2a             | Coexistencia con 2–11 GHz y 23.5–43.5 GHz (Proyecto fusionado con 802.16.2-2004) | Fusionado     |
| 802.16.2-2004          | Prácticas recomendadas para coexistencia (Mantenido y paquete acumulativo de 802.16.2-2001 y P802.16.2a) | En uso        |
| 802.16f-2005           | Base de información para 802.16-2004 | Reemplazada   |
| 802.16-2004/Cor 1-2005 | Correcciones para operaciones fijas (co-publicado con 802.16e-2005) | Reemplazada   |
| 802.16e-2005           | Mobile Broadband Wireless Access System | Reemplazada   |
| 802.16k-2007           | Puenteo en redes 802.16 (una ampliación de IEEE 802.1D) | En uso        |
| 802.16g-2007           | Procedimientos plano de gestión y servicios | Reemplazada   |
| P802.16i               | Gestión de la base de información móvil (Project Fusionado en 802.16-2009) | Fusionado     |
| 802.16-2009            | Interfaz aérea para acceso a un punto fijo de banda ancha (paquete acumulativo de 802.16-2004, 802.16-2004/Cor 1, 802.16e, 802.16f, 802.16g y P802.16i) | En uso        |
| 802.16j-2009           | Retransmisión multisalto | En uso        |
| 802.16h-2010           | Improved Coexistence Mechanisms for License-Exempt Operation | En uso        |
| 802.16m-2011           | Interfaz aérea avanzada con tasa de transferencia de 100 Mbit/s móvil y 1 Gbit/s sobre punto fijo. También se conoce como Mobile WiMAX Release 2 o WirelessMAN-Advanced. Con el objetivo de cumplir con los requerimientos de ITU-R IMT-Advanced para sistemas 4G. | En uso        |
| P802.16n               | Redes de mayor fiabilidad | En desarrollo |
| P802.16p               | Mejoras para soportar aplicaciones con conexión Máquina a Máquina (Machine-to-Machine) | En desarrollo |

## Tecnología de 802.16e-2005
El estándar 802.16 esencialmente estandariza dos aspectos de la interfaz aérea - la capa física y la capa de control de acceso al medio (MAC). Esta sección ofrece una visión de conjunto de la tecnología empleada en estas dos capas en la especificación 802.16.

### PHY
La versión 802.16e usa OFDMA Acceso múltiple por división de frecuencias ortogonales (del inglés, División Ortogonal de la frecuencia para múltiple acceso) para transportar datos, soportando anchos de banda en el canal de entre 1.25 MHz y 20 MHz, consiguiendo hasta 2048 sub-portadoras. Soporta adaptive modulation y codificación, de modo que en condiciones de buena recepción de la señal, se puede llegar a usar un mecanismo de codificación de alta eficiencia como el 64 QAM, mientras que cuando la señal es más débil se usa un mecanismo de codificación más robusto como BPSK. En condiciones intermedias también se puede usar el 16 QAM y QPSK. Otras características de PHY es que incluye soporte para antenas Multiple-in Multiple-out (MIMO).
Aunque el estándar permite operaciones en cualquier banda desde 2 hasta 66 GHz, las operaciones móviles funcionan mejor en las bandas más bajas, que son también las más demandadas y por tanto las más caras. 

### MAC
El 802.16 MAC describe unas "capas de convergencia" que describen cómo las tecnologías basadas en cable, como Ethernet, Asynchronous Transfer Mode (ATM) e Internet Protocol (IP) son encapsuladas en la interfaz aérea y cómo se clasifican los datos. También describe cómo se establecen las conexiones seguras, usando un intercambio seguro de clave durante la autenticación, y encriptación usando el método Advanced Encryption Standard (AES) o Data Encryption Standard (DES) durante la transferencia de datos. Adicionalmente las características de la capa MAC incluyen mecanismos de ahorro de energía como el Sleep Mode y el Idle Mode y mecanismos de traspaso.
Una característica del 802.16 es que es una tecnología orientada a conexión. La estación de abonado no puede transmitir datos hasta que haya sido asignado un canal por la estación base. Esto permite al 802.16e ofrecer un fuerte soporte para Calidad de Servicio (QoS).

#### QoS
En el 802.16e la Calidad de Servicio (QoS) se soporta asignando a cada conexión entre la estación de abonado y la estación base una determinada clase de QoS. En 802.16e, hay 5 clases de calidad de servicio:
| Servicio                           | Abreviación | Definición | Aplicaciones típicas                                   |
| ---------------------------------- | ----------- | --- | ------------------------------------------------------ |
| Unsolicited Grant Service          | UGS         | Flujo de datos en tiempo real que genera paquetes de tamaño fijo que se emiten en intervalos periódicos                                               | T1/E1 transport                                        |
| Extended Real-time Polling Service | ertPS       | Servicio de flujo en tiempo real que genera paquetes de tamaño variable sobre una base periódica                                                      | VoIP                                                   |
| Real-time Polling Service          | rtPS        | Flujo de datos en tiempo real con paquetes de tamaño variable que se usan en intervalos periódicos                                                    | MPEG Video                                             |
| Non-real-time Polling Service      | nrtPS       | Flujo de datos tolerante a retardos con paquetes de tamaño variable para los cuales se necesita una tasa de transferencia mínima                      | FTP with guaranteed minimum throughput[cita requerida] |
| Best Effort                        | BE          | Los flujos de datos para las cuales se requiere ningún nivel de servicio mínimo y por lo tanto pueden ser manejados en una base de espacio disponible | HTTP                                                   |

Calidad de Servicio (QoS) (más otros parámetros, como el ancho de banda y el retardo) para asegurarse que los datos de aplicación reciben el tratamiento apropiado de QoS para la aplicación.

## Certificación
Debido a que el IEEE solo establece las especificaciones pero no comprueba su correcto cumplimiento, el fórum de WiMAX funciona como un programa de certificación en el que los miembros pagan por certificación. La certificación WiMAX ofrecida por el grupo pretende garantizar la interoperabilidad con equipos de otros fabricantes. La misión del Foro es promover y certificar la compatibilidad e interoperabilidad de productos inalámbricos de banda ancha.